# 皮膚

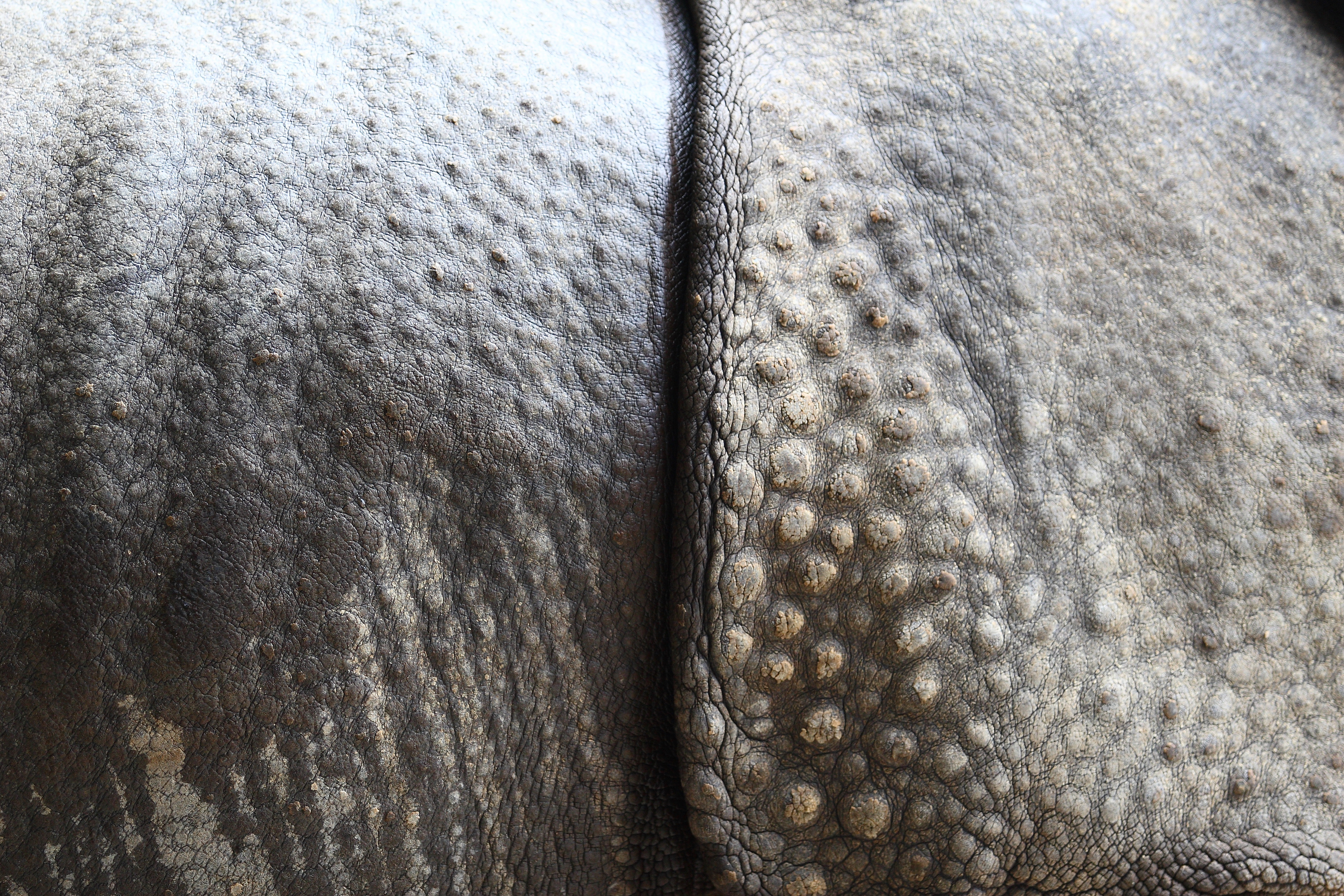
サイの皮膚

皮膚（ひふ）は、動物の器官のひとつで、体の表面をおおっている層のこと。体の内外を区切り、その境をなす構造である。皮膚と毛、爪、羽毛、鱗など、それに付随する構造（器官）とをあわせて、外皮系という器官系としてまとめて扱う場合がある。また、動物種によっては、皮膚感覚を伝える感覚器の働きも持っている場合がある。ヒトの皮膚は肌（はだ）とも呼ばれる。

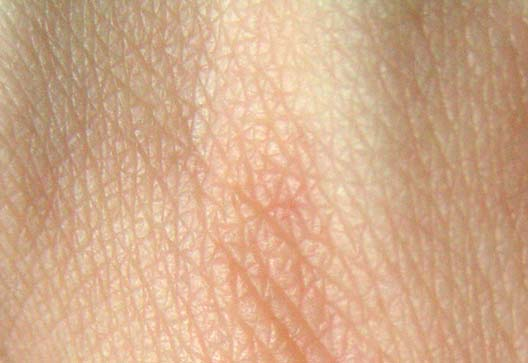
ヒトの皮膚を表面から見たところ

高等脊椎動物では上皮性の表皮、その下にある結合組織系の真皮から構成され、さらに皮下組織そして多くの場合には脂肪組織へと繋がってゆく。
ヒトの皮膚は、上皮部分では細胞分裂から角化し、垢となって剥がれ落ちるまで約3.5週間かかる。

## ヒトの皮膚

### 構造

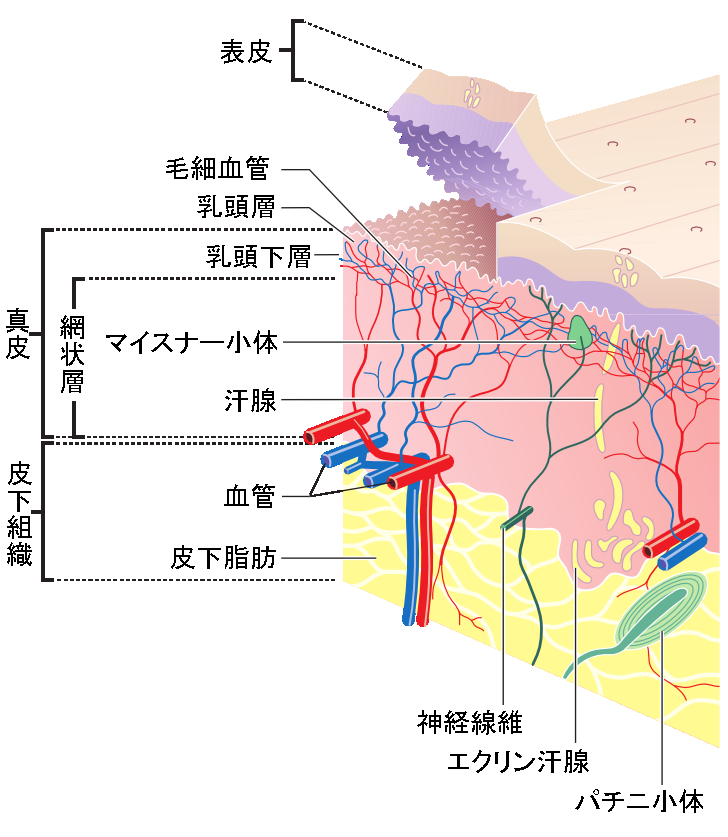
ヒトの皮膚の構造

ヒトの皮膚は体重の6.3〜6.9%を占め約9kg、面積は約1.6m2であり、身体の中で最も大きい器官である。表皮は0.06-0.2mm、真皮は2.0〜2.2mmだが、掌や足の裏など場所によって異なる。重量は約3kg。9kg?3kg?
組成は水分約57.7%、タンパク質約27.3%、脂質約14.2%、灰分約0.6%である。口唇・鼻孔・まぶた・外陰部・肛門では表皮は粘膜へと移行する。皮膚にはさまざまな付属器があり、毛・爪・皮膚腺（汗腺・皮脂腺など）がある。

### 表皮
外胚葉由来で胎生2〜3週間で基本的な構造が形成される表皮は主にケラチノサイトという細胞で形成されている。最も上側にある表皮には、真皮と接触し細胞分裂を盛んに起こす1層の基底細胞があり、そこから生じる表皮細胞が基底側から有棘細胞（有棘層）・顆粒細胞（顆粒層）・淡明層・角質細胞（角質層）へと変化しながら外側に動く。上皮では不溶性で繊維状のタンパク質の一種ケラチンを生成して保護機能を持たせ、また同様に生成されたメラニンは紫外線から皮膚を防御し、エルゴステロールは紫外線によってビタミンDへ変化する。そして約4週間程度で表皮細胞は表面で厚さ10〜20 μm、足の裏などではmm単位の角質（角層）となり、プログラムされた細胞死を迎えて生命反応を止め、やがて剥離する。これらの細胞はいずれも扁平の形状をしている。
角質部分は、活動を止めた細胞を脂質が取り囲んでおり、モルタルを挟んでレンガが積まれたような構造を取っている。この脂質はセラミド、コレステロール、遊離脂肪酸が特定の比率で層状に重なっている。これらの脂質はケラチノサイト細胞が角膜の下部に到達するとその内部でラメラ顆粒や層板顆粒と呼ばれる袋をつくり、その中に溜め込まれる。細胞が角質となって死ぬと、袋から脂質が押し出されて細胞の間に広がって層をつくる。この層に入り込んだ樹状細胞にはメラノサイトがあり、胎生3〜6か月の頃に神経堤から生じて進入し、色素系と形成する。その他の樹状細胞にはランゲルハンス細胞やメルケル細胞等がある。
皮膚の表面には皮溝 (sulcus cutis) と呼ばれる溝があり、浅い皮溝で囲まれる細かな隆起を皮丘 (crista cutis)、太い皮溝で囲まれる複数の皮丘を含む領域を皮野 (area cutanea) と呼ぶ。毛は太い皮溝の交点に生え、汗腺は皮野に開口する。指腹、手掌、足底などでは皮溝が平行して走行しており、皮溝の間に形成される稜線が指紋、掌紋、足紋である。

### 真皮
表皮の下層にある真皮は中胚葉由来であり、表皮との接触面である凸凹した乳頭層（真皮乳頭）と、その下の網状層に分けられる。網状層は皮下組織と明瞭な境界を持たず、密なコラーゲン繊維の結合体の中に弾性繊維が網状に分布し、皮膚本体に強靭さを与える。動物の皮革繊維はこのコラーゲン繊維部分に防腐処理や柔軟化を施したものである。コラーゲンの種類は、成人の場合I型がIII型の3倍程度あるが、15週前後の新生児では、III型の方が多い。また、水分を維持する糖類の一種ヒアルロン酸も含まれる。
真皮部分には、他にコラーゲン繊維をつくる繊維芽細胞や、免疫機能や炎症などに関係する肥満細胞（マスト細胞）がある。また、神経は表皮まで到達するが毛細血管の伸びは真皮内までに止まる。真皮には汗を分泌するエクリン腺とアポクリン腺がある。どちらも球状に絡まった管状構造があり一端を表皮に伸ばすが、前者は直接表皮に、後者は毛穴の側面に繋がる。ヒトの場合エクリン腺は全身に200〜500万個程あり、1cm2に換算すると300個以上があり、特に額や掌および足の裏に多い。ただし多くの動物はアポクリン腺の数の方が多く、またヒトのように汗腺が全身にあるのは霊長類以外には見られない。

### 皮下組織
皮膚と筋膜など下部の組織を繋ぐ部分は皮下組織と呼ばれ、真皮と比較すると繊維密度が低い結合組織でつくられている。この層には皮下脂肪と呼ばれる脂肪の組織が多く含まれており、栄養の貯蔵や体の保温をする機能を持つ。

### 特徴的部分
指紋
指紋は皮膚紋理という表皮に現れる線状の凹凸がつくる模様の一種であり、滑り止めの機能を持つ。この模様は真皮に由来し、表皮との境界にある真皮乳頭という2列の突起の並びが凸部分になる。そのため、指紋は成長とともに大きくなったり、加齢とともにパターンの明瞭さが失われたりするが、模様そのものは変化しない。
皮膚紋理は霊長類の手足にあり、クモザルやオマキザルのように尾を器用に使う種では尾の内側に持つ場合もある。またコアラのような樹木に登る動物の指にも指紋がある。ウシの鼻にも皮膚紋理（鼻紋）があり、ヒトの個人識別と同様に個体管理に用いられる。
皺
皮膚の老化で生じる皺（しわ）は、真皮の弾力性が失われて生じる。具体的には弾性の元になる真皮のコラーゲンや弾力繊維またはヒアルロン酸が減少することが原因である。要因は主に加齢と紫外線があり、前者は歳とともに弾性の元になる物質を生む酵素の働きが低下することが影響し、後者は光老化と呼ばれ特に長波長の紫外線が活性酸素を発生させ「マトリックス・メタロ・プロテアーゼ (MMPs)」というコラーゲンや弾性繊維を切断する酵素を生じさせる影響がある。紫外線は表皮にも作用し、短波長がサイトカインという物質を生じさせ、これが真皮でMMPs生成を促す事も皺発生に関わる。赤外線も長波長のIR-Aは活性酸素発生を通じてMMPs生成を促し、皺の要因になる。

## 機能
動物の種類によって、皮膚の構造や役割は非常に多様性に富んでいる。様々な動物の持っている皮膚の主な機能を以下に挙げる。

### 感知
皮膚は触覚の感覚器であり、外部からの刺激を伝える役割を持つ。感覚を知る器官としては、表皮の基底部にあり部分的な圧力を検知するメルケル盤、真皮の上方にある神経終末で触覚刺激を知るマイスナー小体、真皮下層の小胞内にある神経末端で引っ張りなど皮膚の変形を感知するルフィニ終末、真皮の下層や皮下組織にあり高い感度で最初に接触を感じるパチニ小体がある。
また、ケラチノサイト細胞膜には刺激を受けるとATPと結びついてイオンチャネルを働かせて内部にカルシウムやナトリウムイオンを透過させ、電気信号を発生させる物質がある。内臓の上皮細胞に見られるこれら物質のうち、P2X3という受容体は表皮細胞でも作られ、接触感知に関与する。

高等動物の皮膚には、感覚性の神経終末が達しており、皮膚感覚と呼ばれる感覚を得る感覚器としても働いている。真皮の神経線維のうち有髄繊維のAδ繊維が、刃物で切られた際などの痛覚を感じ取り、侵害受容器と呼ばれる。絶縁体の鞘構造を持つAδ繊維が傷つくと電気信号が発し、神経を非常に早い速度で伝わり痛覚と認識される。動物の種類や部位によってこれらの感覚の発達の程度は異なる。
また皮膚は免疫機能へも関与する。例えば白血球などで合成される免疫機能の情報伝達を司るタンパク質のサイトカインは、紫外線の照射や角膜剥離によってケラチノサイトでも合成・分泌される。また表皮中にはランゲルハンス細胞という樹状細胞が散在し、細菌など異物が皮膚内に侵入すると感知し、免疫系へ情報を伝達する。そのほか、ケラチノサイトは神経伝達物質のカテコールアミン類やβ-エンドルフィンなども合成・分解する。これらが持つ役割ははっきりしないが、皮膚内での情報伝達を担うという考えもある。

### 境界の形成と保護
ほぼすべての動物の皮膚で共通なのは、体を包み、体の形を維持していることである。細胞が敷石状に並んでお互いがしっかりとつながりあったり、細胞外マトリックスや体表への分泌物などの働きで、体の内側の構造が外に飛び出さないような境界をつくっている。さらに、より厚く発達した皮膚を持つ動物では、皮膚が体を保護し、陸上生物では乾燥から守るという役割を果たす。体の外側から皮膚に力が加わっても皮膚でそれを跳ね返したりできる。また、皮膚だけでなく、それに付随する構造がこの機能に大きく役立っている場合もある。頭髪や体毛などの毛、鳥類の羽毛、爬虫類や魚類の鱗、節足動物の外骨格などは皮膚の一部が変化してできたものであり、さらに皮膚に強度を加えている。
境界形成と保護を主に担う部分が表皮の角質である。しかしこの角質はセロハンテープを皮膚に貼って剥がせば簡単に剥離するが、すぐ下のケラチノサイトが脂質を放出して再生が加速され、1日で80%程度が回復する。また、繰り返し圧迫されるとたこのように局所的に厚くなることが知られる。空気が乾燥した状態に1週間程度置かれると、表皮は角質の厚みを増す事も実験で確かめられている。その一方で、角質を剥離させた箇所にプラスチックフィルムなど水を通さない障害物を貼ると修復は行われないが、ゴアテックスでは貼っても角質は修復される。このように皮膚は環境に対応するが、これは神経系や循環器系から独立した自己適応能力と、保護機能が働く状態をモニターする能力を、どちらも自立的に備えていることを示す。
これらの自己修復能力は、皮膚の表面電荷が影響するという説がある。汗によって電気抵抗値が変化することは古くから知られ、その原理は嘘発見器に応用された。しかし近年、唇など汗腺がない箇所や無毛マウスでもマイナスの電位差があることが明らかになった。この電荷は、アジ化ナトリウムでケラチノサイトの呼吸を止めたり、イオンチャネルを止める薬剤に浸漬すると即座になくなる。皮膚の電荷は、角質のすぐ下にカリウムやカルシウムのイオンが偏在することが生じ、この電荷の変動をケラチノサイトが感知することによって修復が働くと考えられる。逆に外から電荷を皮膚にかけると、マイナスの電荷では再生が早まり、プラスだと遅れることが実験で確認された。

### 物質の透過
皮膚は物質の排泄する役割も持つ。動物によって特に大きく異なっている機能は、皮膚の物質透過性である。ほとんどの陸上動物は、体内の水分を体外に奪われないよう、皮膚は水分を通さないようになっている。これはその動物がどのぐらい乾燥した環境に適応できるか、ということと密接に関連している。それに対し、水中で生活する動物の場合はもう少し複雑である。海中で生活する動物の場合、海綿、クラゲなどの比較的単純な動物であれば、体内で細胞外にある液体（体液）は海水とその成分は同じであるため、皮膚は海水が体内に入るのを遮断する必要がない。こういう動物は、逆に、皮膚を通して酸素を含んだ新しい海水を取り入れたり、老廃物を含んだ体液を排出することも可能である。しかし、海産魚など、より複雑な構造を持つ動物になると、体液の濃度は海水そのものよりも薄いため、この場合には皮膚を通して海水が浸入しないように、同時に、浸透圧の差の関係で、体内の水分がより高い塩濃度の海水に奪われないように、水分をできるだけ通さない構造になっている。逆に、淡水で生活する動物では、体内の塩分が重要であり、これが体外へ奪われないようになっている。淡水魚や両生類もこれに属する。
また、水分の透過性のある皮膚ではそれに溶け込んだ空気を一緒に透過させることも可能である。海中の無脊椎動物などのほか、一部の両生類などでも発達しており、皮膚呼吸と呼ばれる。

### 熱交換
皮膚は外界と体内との熱エネルギーのやり取りをする場所でもある。特に、恒温動物の皮膚では、一定の体温を維持するために重要な役割を担っている。例えば、体温が上昇しかけると、皮膚を走る血管へ血液がより多く運ばれるように調節し、体外へより多くの熱を排出するようにし、逆に体温が下がりかけると、血管は縮み、体外へ血液の熱が奪われるのを抑える。また、汗腺から汗を分泌し、汗の蒸発時の気化熱を利用して体温を下げる働きもある。ヒトの場合全身にあるエクリン腺から分泌される汗がその役を果たすが、ウマなどはアポクリン腺からの汗で体温調整を行う。イヌは汗をあまりかかず体温調整はパンティング（浅速呼吸）を主に使い、ゾウはその大きな耳からの放射熱を利用する。

### 刺激の受容
主な刺激感覚には、温度変化や化学物質との接触などがある。熱や酸などの刺激性化学物質との接触などは、真皮の神経線維のうち無髄繊維（C繊維）に因子が接触する事で感知される。この部分は温度・化学刺激以外にも接触も感知する多能性を持つため、ポリモーダル侵害受容繊維と呼ばれる。
表皮にも熱や化学刺激を感知する能力がある。ケラチノサイト細胞のイオンチャネルを働かせる受容体の一種TRPVIは、実験から43℃以上の温度、pH6.6以下の酸性、トウガラシに含まれる辛味成分カプサイシンへの反応が確認され、逆に遺伝子操作でTRPVI受容体を持たないマウスにこれら因子への反応が見られないことが確認された。この他にも、温度52℃以上で働くTRPV2受容体、32〜39℃で働くTRPV3受容体、27〜35℃で働くほかにも浸透圧や機械刺激にも反応するTRPV4受容体、25〜28℃で働きメントールなどの爽快さを感じ取るTRPV8受容体、17℃未満で働くTRPA1受容体がケラチノサイトでそれぞれ見つかっている。
このほか、皮膚が光を感知することは視覚障害者の生理変化や実験から確かめられ、概日リズムの調整に膝の裏に光を当てる治療の効果が報告されている。ただし、このメカニズムははっきり分かっていない。

### ビタミンDの生合成
皮膚は紫外線を受けてビタミンDを生合成する。骨の形成に不可欠なビタミンDを得るため、かつて乳児には日光浴をさせるべきと母子手帳などにも書かれていたが、現在は削除されている。これは、通常の生活で生合成に充分な光を受けられる事や、かえって紫外線が与える悪影響が問題になるためである。しかし、日本においてはビタミンD不足によるくる病の増加が指摘されている。

## 皮膚の器官
- 毛
- 爪
- 皮脂腺

## 皮膚移植と人工皮膚
上述のように、皮膚は非常に繊細かつ複雑な組織で、かつ自己以外の異物を排除する免疫の働きによって、基本的に自己自身由来の皮膚しか生着しない。熱傷や放射線被曝で皮膚の産生機能が失われると命を落とすこともある。
大規模な皮膚移植は、移植用にヒトの皮膚を大量に確保しなければならないという難題を伴う。ヒトに近い機能を持った動物皮膚の植皮も研究されているが、まだ本格的な実用化に至っていない。
「人工皮膚」も研究・製造されている。移植医療用としては、患部から一時的に体表を覆う代替として使用し、失われた皮下組織や皮膚の再建を待たなければならない。このほか、真皮まで含めたヒトの皮膚に近い構造を持ち、医薬品や化粧品などによるヒトの皮膚に対する作用を調べるための人工皮膚も開発されている。

## 動物の皮膚

### 魚類と両生類
汗腺と皮脂腺は哺乳類特有のものだが、他の脊椎動物からも皮膚腺は見つかっている。魚類の多くは皮膚に粘液を分泌する細胞があり、保温や保護の役目を果たしている。中には毒を分泌する腺や発光器や、より水っぽい漿液を分泌する細胞を持つ種類もいる。両生類には粘液を分泌する細胞が集まって嚢のような腺を形成している。また、ほとんどの両生類には皮膚に粒状の腺を持ち、刺激性または毒性の化合物を分泌する。
魚類や両生類・爬虫類の皮膚からもメラニンは発見されているが、表皮は比較的無色のものが多い。実際に見えている体の色は真皮の色素胞のものである場合が多く、メラニン以外にもグアニンやカロテノイド色素が含まれている事もある。カメレオンやヒラメなど多くの種が、この色素胞の大きさを変えてカモフラージュをする。

### 鳥類や爬虫類
鳥類や爬虫類の表皮は哺乳類に近く、角質化しケラチンで満たされた細胞が水分の蒸散を防いでいる。これはヒキガエルのような両生類の一部にも見られる。しかし、これらの動物は表皮から真皮に至る細胞分化がヒトのような明瞭さがなく、あいまいである。哺乳類の表皮には少なくとも一層の基底層と角質層があるが、ヒトが持つような中間層の明らかな区別はつけられない。髪は哺乳類の表皮に特有のものであり、羽毛は少なくとも現在まで絶滅していない種に限れば鳥類特有のものである。
鳥類と爬虫類は比較的わずかな皮膚腺しか持たず、爬虫類のフェロモン分泌細胞やほとんどの鳥類が持つ尾脂腺のように、決まった機能に特化していると考えられる。